# Сіннянський район
Сіннянський район (також Сенянський, Синявський, Сенявський; рос. Сенненский район) — район УСРР. Існував у 1920-х роках. Центр — село Сінне.

## Історія
Створений 1923 року в складі Богодухівської округи (пізніше перейменована на Охтирську)
5 січня 1925 року Лютівська сільська рада Сіннянського району перечислена до Золочівського району Харківської округи, а село Шейчини — до Богодухівського Охтирської округи.
3 червня 1925 року при розформуванні Охтирської округи віднесений до Харківської округи.
Ліквідований наприкінці 1920-х — початку 1930-х.

## Географія
Станом на початок 1927 року район розташовувався на півночі Харківської округи. Межував на півночі з РСФРР, на сході із Золочівським, на південному сході з Вільшанським, на південному заході і заході з Богодухівським, на північному заході із Великописарівським районами Харківської округи.